# سیارک ۲۷۹۷۷
سیارک ۲۷۹۷۷ (به انگلیسی: 27977 Distratis، نامگذاری:1997UK5) بیست و هفت هزار و نهصد و هفتاد و هفتمین سیارک کشف شده‌است که در ۲۵ اکتبر ۱۹۹۷ کشف شد.